# Zoološki vrt obitelji Bizik
Zoološki vrt obitelji Bizik se nalazi u Markovcu Našičkom nedaleko od Našica, jedan je od hrvatskih privatnih zooloških vrtova. Prostire se na 0,75 ha i posjeduje oko 90 životinjskih vrsta. Posjetitelja je oko 20 000 godišnje.                                                                                       

## Povijest
Počeci ovog zoološkog vrta su u 1954., kad se Marko Bizik počinje baviti životinjama i dovodi ptice grabljivice, fazane i plovke. Godine 1982. stižu vukovi i to prestaje biti mala obiteljska zbirka. Od tad počinje razvoj zoološkog.                                                                                      

## Uvjeti u kojima se drže životinje
Uvjeti za privatni ZOO su više nego zadovoljavajući, te su bolji nego u javnom splitskom zoološkom vrtu. Premda kavezi za velike mačke nisu baš veliki, ZOO je dobro osmišljen.

## Vanjske poveznice
- O našičkom ZOO  Arhivirana inačica izvorne stranice od 10. lipnja 2007. (Wayback Machine)